# Zloganje
Zloganje – wieś w Słowenii, w gminie Škocjan. W 2018 roku liczyła 145 mieszkańców.